# Bougainvillea spectabilis
A sempre-lustrosa (Bougainvillea spectabilis), também chamada buganvília,
juá-francês, cansarina, primavera, três-marias e ceboleiro, é uma trepadeira nativa da América do Sul, da família das nictagináceas. Possui flores pequenas e incluídas, em grupos de três, em brácteas (folhas modificadas) vistosas brancas, rosas, vermelhas, roxas, alaranjadas, amarelas ou brancas.

## Etimologia
"Buganvília" e "Bougainvillea" são referências ao navegador francês Louis Antoine de Bougainville, que descobriu a espécie no Brasil e a levou para a Europa, por volta de 1790. De lá, a espécie se espalhou pelo mundo. "Três-marias" é uma referência ao fato de, na espécie, as flores e brácteas se reunirem em grupos de três.